# Барбі. Магія дельфінів
«Барбі. Магія дельфінів» (англ. Barbie: Dolphin Magic) американсько-канадський сімейний мультфільм з використанням комп'ютерної анімації, 2017 року, режисера Конрада Гелтена за сценарієм Дженніфер Скеллі. Це 36-й фільм із серії фільмів про Барбі та пілот мультсеріалу "Барбі: Пригоди в будинку мрії".  У ньому звучить голос Еріки Ліндбек у ролі Барбі, і це перший фільм про Барбі, який випустили під новою назвою Rainmaker Studios. Це перший випадок, коли фільм про Барбі не розповсюджується Universal Pictures. Мультфільм був присвячений пам'яті американського видавця Девіда Голла.

## Сюжет
Русалка та її чотири супутники-дельфіни ховаються від корабля. Наймолодший дельфін, на ім'я Смарагд з цікавості підходить до човнів і миттєво потрапляє в полон як рідкісний "дорогоцінний камінь дельфін", оскільки є таємнича жінка, яка пропонує винагороду. Русалка каже їм залишатися на місці й вирушає в погоню за човном.
Кен пройшов стажування в інституті морської біології та домовився, що Барбі та її сестри залишаються в каюті на пляжі, поки він там буде. Під час підводного плавання Скіппер бачить дивну тварину, яка прямує до інституту, і вони слідують за нею на човні. Після прибуття вони знаходять цілком здорового дельфіна, ув'язненого в бухті. Кен приходить до висновку, що Смарагд, мабуть, випадково потрапив, коли брама була відчинена. Марло, директор інституту, заважає їм випускати Смарагд, кажучи, що вона повинна почекати, поки ветеринар зможе побачити його згідно з протоколом.
Як тільки група йде, "тварина" з'являється і виявляється як русалка, яка чарівним чином перетворює хвіст на ноги і намагається звільнити самого дельфіна, однак Марло зачинила ворота.  Русалка представляється як Айла, і неохоче погоджується довіряти Барбі та повертається наступного дня, коли ветеринар повинен бути там. Вони пропонують їй ліжко в салоні, і вона продовжує розважати й бентежити їх відсутністю досвіду з такими простими поняттями, як матраци, зубні щітки, сестри, собаки та навіть бутерброди.
На наступний день з’являються сім’я Смарагда: Рубін, Топаз та Аметист, і Айла розкриває Барбі свою таємницю, клянучись мовчати про це, що Барбі погоджується дотримуватися за умови, що Айла навчить її плавати, як русалка. Вони чують крик Смарагда крізь печеру і розуміють, що від затоки до бухти є підводний тунель. Айла та дельфіни намагаються знайти шлях туди, щоб звільнити Смарагд, але це занадто великий лабіринт, і їм доводиться здатися. Водночас, Стейсі, Челсі, і Скіппер бачить інтермедію компанії, і вертолітну смугу інститута, і коли вони бачать це вони розуміють, що Марло має намір продати Смарагда власнику.
Дельфіни не слухаються Айла і прямують до бухти. Марло змушує Кена відчинити ворота, а потім закрити їх за собою. Кену це зовсім не подобається, і коли решта приїжджає після від'їзду Марло, він усвідомлює правду і йде відчиняти ворота — однак Марло вже змінив код.
Скіппер і Челсі вигадують план злому пристрою брелока Марло для блокування воріт, що вдається, але Марло просто змінює код ще раз і руйнує пристрій. Айла пірнає в бухту і виявляє себе русалкою для решти групи й ховає Дельфінів у печерах. Марло, думаючи, що вони вийшли через ворота, вирушає на вертольоті. Айла дає Барбі чарівну оболонку, і Барбі переходить на інший кінець тунелю в затоці й використовує його, щоб створити сигнал, за яким Айла може слідувати, щоб допомогти дельфінам врятуватися. Вони пробираються до моторного човна Кена, але Марло помічає їх у бухті та дає погоню. Барбі переодягається як Айла і плаває як русалка в інший бік, і Марло захоплює її, даючи решті час на втечу. Як тільки Марло усвідомлює свою помилку, вона відпускає Барбі, але Барбі каже їй, що вона знає все про змову і планує піти до начальства Марло та влади.
Через багато днів Барбі використовує чарівну оболонку для спілкування з Айлою, і вона з дельфінами повертається на пляж. Барбі називає Айлу своєю "сестрою моря", і вони обіцяють завжди бути друзями.

## У ролях
- Еріка Ліндбек — Барбі
- Адріан Петрі — Кен
- Шеннон Чан-Кент — Айла
- Клер Корлетт — Стейсі
- Казумі Еванс — Скіппер
- Сіана Суелс — Челсі
- Маріке Гендріксе — Марло
- Пол Добсон — Хьюго
- Гаррі Крейда — Комп'ютер

## Український дубляж
Фільм дубльовано студією Le Doyen на замовлення компанії «VSI International» у 2017 році.
- Наталка Денисенко — Барбі
- Андрій Соболєв — Кен
- Юлія Перенчук — Айла
- Ксенія Гринько — Стейсі
- Вероніка Лук'яненко — Челсі
- Олена Бліннікова — Марло
- Дмитро Гаврилов — Хьюго
- Дмитро Терещук — Комп'ютер

- Режисер дубляжу — Олена Бліннікова